# أديان إيرانية

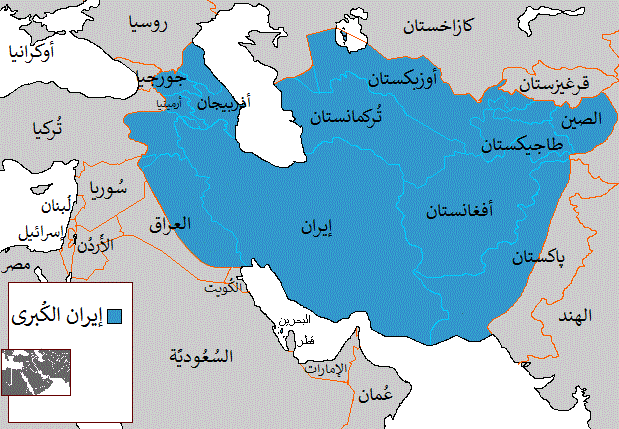
خريطة لفارس العظمى

الديانات الإيرانية أو الديانات الفارسية هي الديانات التي نشأت في بلاد الفرس، وتعتبر الديانات الإيرانية ذات أهمية كبيرة تاريخية، أشهر الديانات الإيرانية هي الزرادشتية والمزدكية واليارسانية والمندائية
بعض الديانات الإيرانية أخذت انتشار واسعا في حقبة معينة من التاريخ كالزرادشتية حيث أن الزرادشتية أخذت انتشارا واسعا في العصور الوسطى في معظم آسيا مثل بلاد فارس والهند وبعض المناطق العربية قبل ظهور الإسلام.
المندائية ديانة غنوصية إيرانية نشأت في القرون الميلادية الأولى، ولها صفات من الديانات الابراهيمية حيث تؤمن بأنبياء من الديانات الإبراهيمية كآدم وشيث بن آدم ويحيى بن زكريا (يوحنا المعمدان).

## أهم الديانات الإيرانية

### المازدية
اسم للأديان التي نشأت في غرب إيران وأفغانستان وآسيا الوسطى بدءًا من القرون الأولى من الألفية الأولى

### دين السكيثيين
كل ما نعرفه عن دين السكيثيين موجود في ثلاثة فصول من هيرودوت. وكانت الديانة السكيثية نوعًا من الديانات الإيرانية ما قبل الزرادشتية واختلفت عن الأفكار الإيرانية ما بعد الزرادشتية. كان الاعتقاد السكيثي أكثر قدما من الزرادشتية والنظام الهندوسي. كان استخدام القنب هو للحث على النشوة الروحية والعرافة من قبل العازفين سمة من سمات نظام المعتقدات السكيثية.

### الزرادشتية

فارافاهار شعار الديانة الزرادشتية

الزرادشتية وتعرف بالمجوسية، هي ديانة إيرانية قديمة وفلسفة دينية. كانت الدين الرسمي للإمبراطوريات الأخمينية والبارثية والساسانية. يقدر عدد معتنقي الديانة مابين 145,000 إلى 2.6 مليون نسمة. معظمهم اليوم في الهند ويتواجدون في إيران وأفغانستان وأذربيجان بالإضافة لمهاجرين من هذه المناطق في الولايات المتحدة وأوروبا وأستراليا وكندا وسنغافورة.
نسبت الديانة إلى مؤسسها زرادشت، وتعد واحدة من أقدم الديانات التوحيدية في العالم، إذ ظهرت في بلاد فارس قبل 3500 سنة. ظهرت الزرادشتية في المنطقة الشرقية من الإمبراطورية الأخمينية عندما قام الفيلسوف زرادشت بتبسيط مجمع الآلهة الفارسي القديم إلى مثنوية كونية: سبتامينو (العقلية التقدمية) وأنكرامينو (قوى الظلام أو الشر) تحت إله واحد وهو أهورامزدا (الحكمة المضيئة). هناك اعتقاد خاطئ ساد بين أتباع الأديان الإبراهيمية أنهم يعبدون النار، ولكنهم في الحقيقة يعتبرون النار والماء أدوات من طقوس الطهارة الروحية.

### المانوية

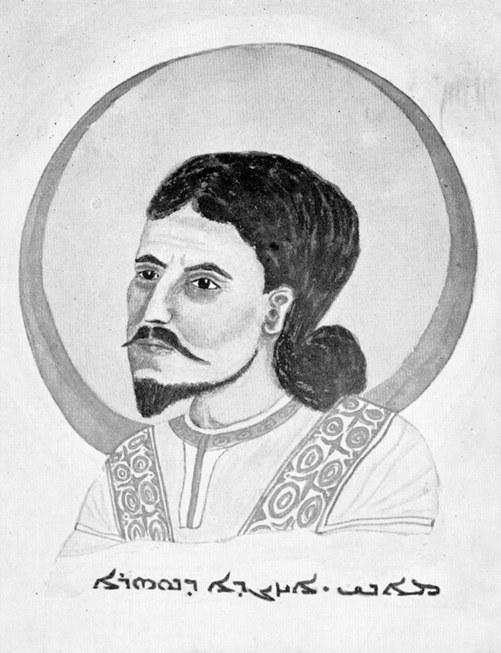
ماني مؤسس المانوية التي انبثق منها المزدكية

المانوية -أو المنانية كما ذكر ابن النديم في الفهرست - ديانة تنسب إلى ماني الذي ظهر في زمان شابور بن أردشير وقتله بهرام بن هرمز بن شابور بعد عيسى المولود في عام 216 م في بابل. وقيل أن الوحي أتاه وهو في الثانية عشر من عمره وكان في الأصل مجوسياً عارفاً بمذاهب القوم وكان يقول بنبوة المسيح ولا يقول بنبوة موسى فنحى منحىً بين المجوسية والمسيحية.
حاول ماني إقامة صلة بين ديانته والديانة المسيحية وكذلك البوذية والزرادشتية، ولذلك فهو يعتبر كلاً من بوذا وزرادشت ويسوع أسلافاً له، وقد كتب ماني عدة كتب من بينها إنجيله الذي أراده أن يكون نظيرا لإنجيل عيسى. أتباع المانوية هم من تعارف عليهم أولا بإطلاق لقب الزنادقة.

### المزدكية
المَزْدَكيّة دينٌ ثَنَوي منبثق من المانوية، مؤسسُهُ الزعيم الديني الفارسي مَزْدَك المتوفى نحو 528 ميلادي.
ولد مزدك بن موبذان في بلاد فارس واختلف في عام ولادته فقيل 467 وقيل 487 م. وقادَ حَركةً اشتراكيّة مناهضة للزَّرادشتية السائدة في عهده، وراح يناقش قضية الظلمة والنور حيث يرى أن امتزاجهما هو الذي تمخض عنه نشأة الدنيا صدفة وأسّس دينه التي دعت إلى المشاركة في الأموال والنساء. وانتشرت انتشاراً واسعاً في فارس في أواخر القرن الخامس للميلاد وبخاصة بعد أن اعتنقها ملك الفرس قُباذ الأول. لكن الكهان الزرادشتيين والنبلاء الفرس ما لبثوا أن ثاروا عليها، فما كان من قُباذ إلاّ أن ارتدّ عنها، وقتل مَزْدَك وأتباعه.

### اليارسانية
اصل كلمة يارسان: مفردة مركبة من كلمة (يار)ويعني المحبوب أو العاشق أو المتصوف و (سان) ويعني ذو الشأن أو ذو الوزن أو ذو المكانة. وهناك رأي آخر يقول بأن كلمة (سان) اصله يعود إلى (سان سهاك) وهي مختصر كلمة (سلطان اسحاق) وعليه فأن اصل الكلمة تعني اتباع واحباب ومريدوا وعشاق (سلطان اسحاق البرزنجي بن شيخ عيسى بن بابا علي الهمــداني). وله من ابنائه (7) أبناء وهم السيد (محمد) ويدعون بـــ (شاه إبراهيمي) والثاني هو السيد (عبد الوفاء) ويدعون بــ (الخاموشيين) والثالث هو السيد (مير احمد) أو (مير سوور) ويدعون بـــ (الميريين) والرابع هو السيد (مصطفى) ويدعون بـــ (المصطفايين) والخامس هو السيد (شهاب الدين) ((الذي انجب اربع بنات اشتهرن بورعهن وهن، اولا: اولا زوجة سيد مصطفي المعروف ببير شهريار، والثانية هي زوجة شيخ محمد المعروف ببابا مردوخ وهي والدة ابنه مولانا كوشايش ناشر الدين في هورمان والبنت الثالثة والرابعة هن زوجتي بير محمد وبير شمام)), والسادس هي السيدية (حبيبه شاه) وهي أيضاً مجردة ليست لها أولاد لعدم دخولها الحياة الدنيوية والسابع هو السيد (باويسي) ويدعى بـــ (علمدار) أو (الباويسيين).
ويعتبر هؤلاء السادة مشايخ وسادات اليارسانيين ويدعون بــ (پیر) أي الشيخ الديني ويديرون المراسم الدينية في طقوس خاصة لايشارك فيها غير الأتباع أو المريدين ويصنفون ب المرتبة الثانية (صف هفتوانه) أي
السبعة.

### اليزيدية
الإيزيديون أو اليزيديون (بـالكردية: Êzîdî أو ئێزیدی) هي مجموعة دينية تتمركز في العراق وسوريّة. يعيش أغلبهم قرب الموصل ومنطقة جبال سنجار في العراق، وتعيش مجموعات أصغر في تركيا، وسوريا، وألمانيا، وجورجيا وأرمينيا. ينتمون عرقياً إلى أصلٍ كرديٍ ذي جذور هندية أوروبية مع أنهم متأثرون بمحيطهم الفسيفسائي المتكون من ثقافات عربية وآشورية سريانية، فأزياؤهم الرجالية قريبة من الزي العربي أما أزياؤهم النسائية فسريانية. يرى الإيزيديون أن شعبهم ودينهم قد وُجدا منذ وجود آدم وحواء على الأرض ويرى باحثوهم أن ديانتهم قد انبثقت عن الديانة البابلية القديمة في بلاد ما بين النهرين. ويرى بعض الباحثين الإسلاميين وغيرهم أن الديانة الإيزيدية هي ديانة منشقة ومنحرفة عن الإسلام. ويرى آخرون أن الديانة هي خليط من عدة ديانات قديمة مثل الزردشتية والمانوية أو امتداد للديانة الميثرائية. الشخصيات الأساسية في الديانة الإيزيدية هي عدي بن مسافر وطاووس ملك الذي ينظر إليه بعض الباحثون الإسلاميون على أنه تمثيلٌ لشخصية الشيطان الوارد في الديانة الإسلامية وهذا سبب وصف هؤلاء للإيزيدية بـ«عبدة الشيطان».
يتكلم أغلب الإيزديين اللغة الكرمانجية وقسمٌ آخرٌ منهم يتحدث العربية، خصوصاً إيزيدية بعشيقة قرب الموصل وإيزيدية سوريا. صلواتهم وأدعيتهم وجميع طقوس دينهم باللغة الكرمانجية (إحدى لغات الأكراد الأربع) وكتبهم الدينية القديمة باللغة السريانية، وكانت لهم لغةٌ قديمةٌ خاصة بهم اندثرت مع مرور الزمن. أكبر قبائهم هي الهبابات والمسقورة وعمرا وعبيدي وهراقي والشهوان والحياليون والجحش. قِبلتهم ومركزهم الديني الأساسي هي لالش حيث الضريح المقدس للشيخ عدي بن مسافر بشمال العراق. يُقسّم المجتمع الإيزيدي إلى ثلاث طبقاتٍ هي: الشيخ، والبير، والمريد، ويحرّم الزواج بين الطبقات. الإيزيديون هم موحدون يواجهون الشمس في صلواتهم ويؤمنون بتناسخ الأرواح وبسبع ملائكة، وتعتبر عين زمزم من الأماكن المقدسة لديهم. يصوم اليزيديون أربعين يوماً في السنة بدايةً من شهر كانون الثاني.
الديانة الإيزيدية غير تبشيرية حيث لا يستطيع الأشخاص من الديانات الأخرى الانتماء إليها، وبذلك يعدها العديد (من ضمنهم أمير الإيزيدية تحسين بيك) قوميةً مستقلة وديانةً، في حين يرى الكثير من الإيزيديين أنفسهم كرد القومية كما يصفهم مسعود بارزاني بأنهم «أعرق الكرد». في حين قسم ثالث من الإيزيديين يرون انفسهم كعرب القومية.
يدعي الإيزيديون التعرض عبر التاريخ إلى 72 حملة إبادةٍ شُنت ضدهم لأسبابٍ مختلفة، تسببت هذه الحروب والمذابح بآثار ترسخت في النسيج الاجتماعي والعقلية الإيزيدية فصار الانزواء عن العالم والتقوقع الاجتماعي والخوف من الغرباء سمةً أساسيةً لهم. لكن كل هذا لم يمنع المثقفين الإيزيديين من إنشاء مراكز ثقافيةٍ واجتماعيةٍ لتعريف العالم بديانتهم وجعل الإيزيديين ينفتحون أكثر على العالم الخارجي. يتعرض الايزيديون لهجمات متكررة من تنظيم داعش تمثلت بتفجيراتٍ وعمليات اغتيالٍ تستهدفهم في العراق. أدّى سقوط الموصل وسيطرة تنظيم داعش على مناطق شاسعةٍ من شمال العراق وسقوط مدينة سنجار الإيزيدية بيد المسلحين إلى قتل المئات وهجرة الآلاف منهم من مدنهم وقراهم فراراً من بطش أعداءهم.